# Interacción catión-π

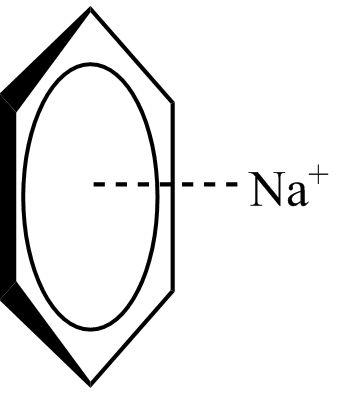
Interacción catión-π entre el benceno y un catión sodio.

La interacción catión-π es una interacción molecular no covalente entre la cara de un sistema pi rico en electrones (vg. benceno, etileno) con un catión adyacente (vg. Li+, Na+). Esta interacción inusual es un ejemplo de enlace no covalente entre un monopolo (catión) y un cuadrupolo (sistema π). La energía de la interacción catión-π es del mismo orden de magnitud del enlace de hidrógeno o del puente salino, y juega un rol importante en el reconocimiento molecular.

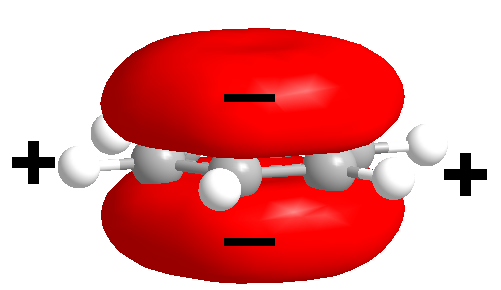
El sistema π, con su densidad electrónica sobre y bajo el anillo bencénico, conduce a una distribución de cargas de cuadrupolo

.

## Origen del Efecto
El benceno, sistema π modelo, no tiene un momento dipolar permanente, pues las contribuciones de los enlaces carbono-hidrógeno débilmente polares se cancelan debido a la simetría molecular. Sin embargo, el sistema π rico en electrones sobre y debajo del anillo de benceno implica una carga negativa parcial. Como contrabalance, hay carga positiva asociada en el plano donde yacen todos los átomos de hidrógeno, con lo que resulta un cuadrupolo eléctrico (un par de dipolos, que no se cancelan entre sí). El sistema π cargado negativamente puede interactuar favorablemente con los iones cargados positivamente.

## Factores que influyen en la fuerza de la interacción catión-π
La interacción catión-π es comparable en fuerza al enlace de hidrógeno y puede, en algunos casos, ser una fuerza intermolecular decisiva. Algunos criterios influyen en la fuerza del enlace: la naturaleza del catión, los sustituyentes en el sistema π, así como el solvente.

### Naturaleza del catión
A partir de simples consideraciones electrostáticas, (ley de Coulomb), los cationes pequeños y con mayor carga positiva conducen a atracciones electrostáticas más fuertes. La siguiente tabla muestra una serie de cambios en la energía libre de Gibbs para la interacción del benceno con algunos metales alcalinos en la fase gaseosa. La influencia del radio iónico, {\displaystyle r_{\mathrm {ion} }}, es evidente.

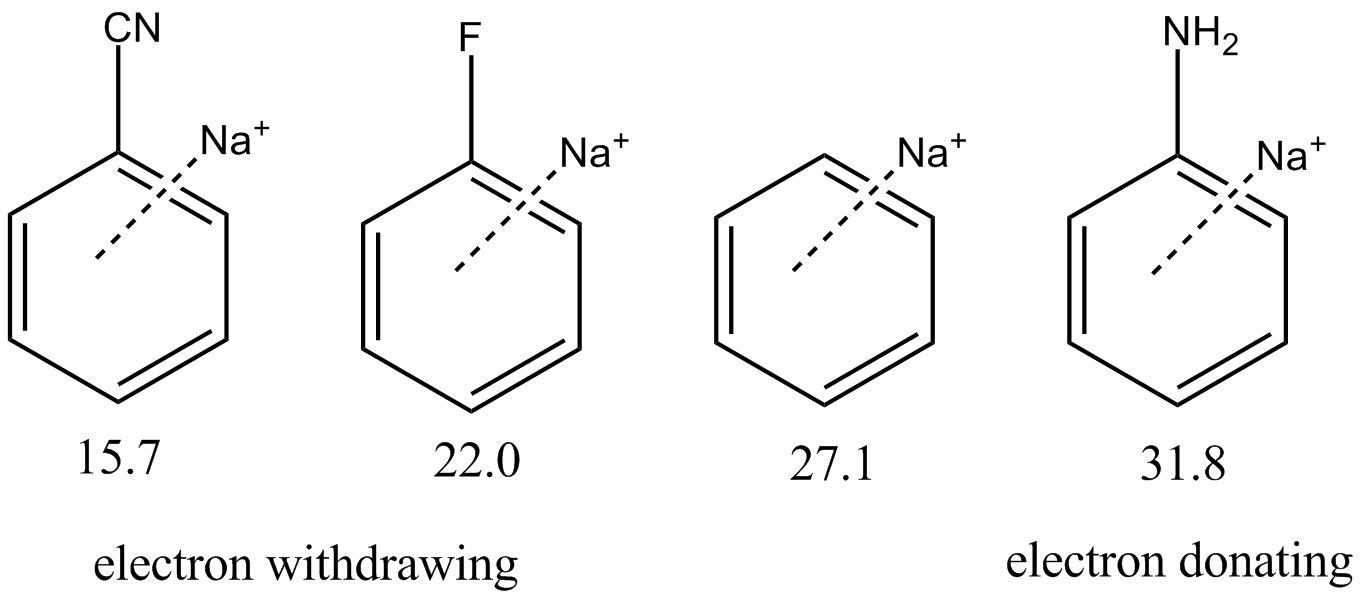
Energía de enlace (en kcal/mol) para Na^{+} a benceno con algunos sustituyentes.

| M+                                      | Li+ | Na+ | K+  | Rb+ |
| -{\displaystyle \Delta }G [kcal/mol]    | 38  | 27  | 19  | 16  |
| {\displaystyle r_{\mathrm {ion} }} [pm] | 76  | 102 | 138 | 152 |

### Sustituyentes en el sistema π
Las propiedades electrónicas de los sustituyentes en el sistema π también están ejercen influencia en la fuerza de la atracción. Los grupos que atraen electrones (vg. ciano -CN) disminuyen la densidad de carga negativa en el sistema π, con lo que debilitan la interacción. Por el contrario, los grupos que liberan electrones (vg. amino -NH2) incrementan la separación de la carga del cuadrupolo y fortalecen la unión catión-π. Esta relación está ilustratada cuantitativamente al margen, con algunos sustituyentes.

### Influencia del solvente
Adicionalmente, la naturaleza del solvente también determina la fuerza relativa del enlace. La mayor parte de la información sobre la interacción catión-π se adquiere en la fase gaseosa, dado que la atracción es más pronunciada en este caso. Cualquier molécula de solvente que intermedie atenuará el efecto, la que se hace menor con el aumento de la polaridad del solvente.

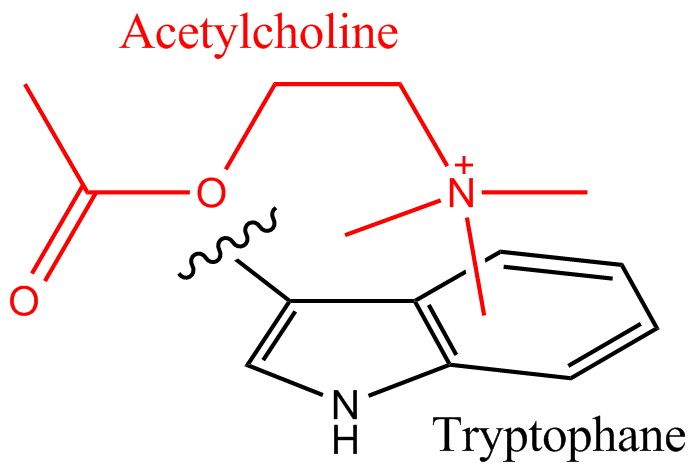
La acetilcolina catiónica se une a un residuo de triptófano del receptor de acetilcolina nicotinamida vía un efecto catión-π.

## Interacciones catión-π en la naturaleza
Los bloques de construcción de la naturaleza consisten también de entidades aromáticas. Las cadenas laterales de los aminoácidos triptófano y tirosina, o los nucleótidos son capaces de unirse a especies catiónicas (no solo con iones metálicos, sino también con cadenas laterales cargadas de otros aminoácidos, ...).
En consecuencia, las interacciones catión-π pueden jugar un rol importante en la estabilización de la estructura tridimensional de una proteína. Un papel alternativo de la interacción catión-π se ve en un receptor nicotínico de acetilcolina, que une a su ligando endógeno, acetilcolina (una molécula con carga positiva), vía una interacción catión-π al amonio cuaternario.

## Interacción anión-π
En muchos aspectos, la interacción anión-π es opuesta a la interacción catión-π, aunque los principios subyacentes son idénticos. Se conocen muy pocos ejemplos a la fecha. Con el fin de atraer una carga negativa, la distribución de carga del sistema π debe estar invertida. Esto se consigue colocando algunos grupos que atraen electrones fuertes junto al sistema π (vg., hexafluorbenceno). El efecto anión-π es explotado más ventajosamente en sensores químicos para aniones específicos.